# Radnice v Hustopečích
Radnice v Hustopečích je sídlem Městského úřadu Hustopeče. Budova stojí na severozápadní straně Dukelského náměstí. Byla postavena v roce 1906 v novorenesančním stylu podle projektu profesora německé techniky v Brně Ferdinanda Hracha. Radnice má tři poschodí a mohutnou věž. Po dostavbě radnice v ní byly umístěny krom obecního úřadu i sekretariát městské policie, městská spořitelna, důchodkový úřad obce a později i četnická stanice a notářství. Radniční věž s hodinami není turisticky přístupná, jelikož v přístupu brání táhla hodin.